# Kerala Kaumudi
Kerala Kaumudi is een Malayalam-talige krant die India verschijnt. Het is een populair dagblad: het is de derde Malayalam-krant als het gaat om de verspreiding. De krant werd in 1911 opgericht voor C.V. Kunhiraman. Het dagblad komt niet alleen in Kerala uit (waar het gedrukt wordt in Thiruvananthapuram, Kollam, Alappuzha, Kochi, Kozhikode en Kannur), maar ook in Bangalore, Karnataka. Tevens wordt het blad in het buitenland gedrukt en verspreid (Londen, New York en Singapore). De huidige hoofdredacteur (2012) is M.S. Mani. Kerala Kaumudi is eigendom van M.S. Ravi en is gevestigd in Thiruvananthapuram.